# 부트린트
부트린트(알바니아어: Butrint 또는 Butrinti)는 알바니아 남부에 위치한 고대 도시로, 블로러 주에 속하는 현인 사란더 현에 위치한다. 사란더에서 남쪽으로 14km 정도 떨어진 곳에 위치하고 있고 그리스 국경과 가까운 편이다. 그리스어로는 부트로톤(그리스어: Βουθρωτόν, Vouthrotón), 라틴어로는 부트로툼(라틴어: Buthrotum)이라고 부르기도 했다.

## 역사
부트린트에는 선사 시대부터 인간이 거주하였으며, 기원전 7세기 후반에 고대 그리스의 식민지로 편입되었다. 이피로스 지역에 있었는데, 그리스시대에는 부트로톤(Bouthroton)이라고 불렸다. 고대 로마의 시인 베르길리우스가 쓴 서사시 《아에네이스》에 등장하며 이 글에 따르면 트로이의 왕 프리아모스의 아들인 헬레노스가 안드로마케와 결혼한 뒤 트로이가 함락되자 서쪽으로 피신한 뒤에 세웠다고 전해진다.
기원전 10세기부터 8세기 사이에 사람이 살기 시작했던 것으로 추정되며, 기원전 4세기 때 극장과 아고라, 아스클레피오스 신전 등이 건설되면서 도시 형태를 이루었다. 기원전 228년 로마 제국의 보호령이 되었고 기원전 167년 로마 제국의 완전한 지배를 받게 된다. 기원전 31년 아우구스투스 황제의 칙령에 따라 부트로툼(Buthrotum) 식민지가 건설되었고 이 때부터 로마식 목욕탕과 님파에움(님프를 모시는 신전)이 건설되었다. 이 시기에 초기 기독교의 영향을 많이 받았는데, 주교의 관할지가 되면서 다수의 종교건물들이 세워졌다.
3세기 때 지진으로 파괴되었으며 6세기 초반 기독교 세례당과 성당, 바실리카가 건설되었다. 동로마 제국의 지배를 받았지만 7세기 때 제1차 불가리아 제국에 정복되었고 9세기 때 동로마 제국이 탈환했다. 1204년 제4차 십자군과 노르만족의 공격으로 인해 동로마 제국에서 떨어져 나갔고 에페이로스 공국의 지배를 받게 된다. 동로마 제국과 앙주-시칠리아 왕가, 베네치아 공화국의 지배를 받았으며 1267년 부트로툼과 코르푸를 정복한 카를로 1세의 칙령에 따라 요새와 바실리카가 재건되었다.
1797년 캄포포르미오 조약이 체결될 때 베네치아가 나폴레옹에 할양하면서 프랑스의 지배를 받았지만 1799년 오스만 제국의 지방 총독 알리 파샤에 정복되고 만다. 오스만의 지배를 받던 시기에 호수 주변의 습지가 증식하여 부트린트 일대가 습지로 변하게 된다. 습지에 의한 지하 침수의 영향으로 부트린트 사람들은 도시르 떠날수 밖에 없었고, 1912년 알바니아가 독립한 이후에도 늪 지대에 파묻힌 상태로 남아 있었다. 그러나 도시를 집어삼킨 진흙과 식물들은 오히려 인간 등의 외부요인으로부터 도시를 보호하는 역할을 하였고, 부트린트의 유적들은 거의 온전한 상태로 유지될수 있었다.
1928년 이탈리아의 파시즘 정권 지도자인 베니토 무솔리니의 명령에 따라 최초의 학술적인 발굴 조사가 실시되었다. 1944년 알바니아에 공산주의 정권을 수립한 엔베르 호자는 외국에서 온 고고학 연구단을 국외로 추방시키는 한편 알바니아의 고고학 연구 발전에 주력했다. 1959년 소비에트 연방의 지도자인 니키타 흐루쇼프가 이 곳을 방문하기도 했다.
1992년 유네스코가 지정한 세계유산으로 선정되었고 1999년 지정 범위가 크게 확대되었다.

## 같이 보기
- 알바니아의 가톨릭 교구 목록